# Dolores Huerta
Dolores C. Huerta (Dawson, Nou Mèxic, 10 d'abril del 1930 -) és la cofundadora (junt amb César Chávez) i vice-presidenta emèrita del sindicat nord-americà United Farm Workers of America (UFW). Forma part, a més, dels Socialistes Democràtics d'Amèrica.

## Biografia
Dolores Huerta va néixer en un poble miner, on el seu pare, Juan Fernández, feia de miner i de pagès, a més d'activista sindical i legislador estatal. Tres anys més tard es divorciaren els seus pares, i la seva mare, Alicia Chávez, crià la Dolores juntament amb els seus quatre germans en el poble camperol de Stockton, a la Vall de San Joaquín de Califòrnia. La seva mare tenia un restaurant i un hotel de setanta habitacions on, sovint, allotjava camperols de franc.
En el 1955, Huerta fou un dels fundadors del capítol de Sacramento de la Community Service Organization i, cinc anys més tard, de l'Associació de Treballadors Agrícoles (Agricultural Workers Association). El 1962, juntament amb César Chávez, fundà la National Farm Workers Association, que, temps a venir, esdevindria la UFW. El 1966, Dolores Huerta va negociar un conveni entre aquest sindicat i la Schenley Wine Company, el primer conveni col·lectiu amb una empresa agrícola. També encapçalà la UFW en el boicot nacional del raïm, que feu conèixer als consumidors la difícil situació dels treballadors del camp; el boicot aconseguí, a la fi, que se signés un conveni col·lectiu trianual entre la indústria vinyatera californiana i el sindicat.

## L'activitat política
La senyora Huerta ha dut a terme una important tasca política. Ha participat en diversos grups de pressió a favor i en contra de lleis estatals californianes i federals:
- Una llei de 1960 per permetre examinar-se de conducció en castellà
- Legislació del 1962 per eliminar el Bracero Program (el Bracero Progam va ser una forma de contractació de treballadors mexicans iniciat el 1942 i molt criticat per abusos als treballadors)
- Legislació de 1963 per ampliar als camperols californians les ajudes a famílies amb nens dependents
- La Agricultural Labor Relations Act (Llei de Relacions laborals en el Sector Agrícola) del 1973

En tant que activista dels drets dels treballadors del camp, Dolores Huerta ha estat detinguda 22 vegades per haver participat en vagues i actes no-violents de desobediència civil. El seu paper organitzatiu i de pressió ha quedat sovint en segon terme darrere la figura de César Chávez, una persona molt admirada, especialment pels "Chicanos", que el consideren una figura clau en el Moviment pels Drets Civils dels Chicanos. En l'actualitat, Huerta continua defensant causes progressistes i és membre de la junta directiva de les associacions People for the American Way (de caràcter lliberal) i la Feminist Majority Foundation.
Divorciada dues vegades, té onze fills.